# Amebelodon
Amebelodon je vyhynulý rod chobotnatců, který žil na konci miocénu. Měl dva páry klů: zatímco jeden pár vyrůstal z horní čelisti jako u recentních slonů, kly vyrůstající z dolní čelisti rostly těsně vedle sebe, byly široké a zploštělé. Sloužily jako specializovaný nástroj, kterým amebelodon oškraboval kůru ze stromů a v mělké vodě trhal ze dna vodní rostliny, jimiž se živil. Odtud pochází název, který je složeninou řeckých slov ἄμη (lopata), βέλος (zbraň) a ὀδούς (zub).
Pozůstatky amebelodonů byly nalezeny v Severní Americe. Nejstarší nálezy jsou staré devět milionů let, nejmladší pět milionů. Jejich vyhynutí je dáváno do souvislosti s příchodem suššího podnebí a vysycháním bažin, na které byli adaptováni. Jsou známy dva druhy: Amebelodon fricki. Příslušnost dalších druhů (Amebelodon britti, Amebelodon tobieni a Amebelodon cyrenaicus) k tomuto rodu byla později zpochybněna a W. David Lambert pro ně roku 1990 navrhl vytvořit nový rod Konobelodon. Amebelodon britti patřil k největším známým chobotnatcům všech dob, dosahoval výšky okolo čtyř metrů a váhy deset tun. Fylogeneticky i způsobem života příbuzným rodem byl Platybelodon.